# Campo della Salute
Il Campo della Salute è il campo di Venezia del sestiere di Dorsoduro aperto sul Canal Grande e prossimo alla Punta della Dogana.

## Descrizione
Delimitato a ovest dal Rio della Salute, vi si affacciano la Basilica di Santa Maria della Salute, il Seminario Patriarcale con l'interessante piccolo museo della Pinacoteca Manfrediniana ed il prospetto posteriore della Dogana da mar, attuale sede della Collezione Pinault. È senza dubbio uno dei campi più visibili dal Canal Grande e soggetto di innumerevoli pitture del Canaletto. È sovrastato dall'imponente facciata della basilica, consacrata nel 1687 ed opera di Baldassarre Longhena, carissima ai veneziani ed eretta a ringraziamento per la liberazione dalla pestilenza del 1630.
Tale ringraziamento continua ad essere celebrato ogni anno il 21 novembre con la Festa della Madonna della Salute, durante la quale vengono unite le sponde opposte del Canal Grande (da Santa Maria del Giglio a Calle di San Gregorio), con un ponte di barche.
Il selciato antistante, pare disegnato dal Longhena stesso, è ornato in marmo bianco tra le pietre di centenaria e un'ampia scalinata verso l'acqua lo apre verso il Canal Grande. Sullo stretto Rio della Salute prospettano le absidi gotiche della chiesa di San Gregorio e il suggestivo antico edificio dell'omonima Abbazia.
L'importanza del campo nella vita quotidiana della città (non fosse per la festa suddetta e l'importanza religiosa della chiesa e del Seminario) è molto relativa, essendo piuttosto decentrato e anche per l'assenza quasi totale di abitazioni limitrofe. È comunque meta imperdibile di turisti e cultori dei monumenti storici, e un colpo d'occhio unico per il contesto monumentale.